# Мокросенк
Мокросенк (пол. Mokrosęk) — село в Польщі, у гміні Єдлінськ Радомського повіту Мазовецького воєводства.
Населення — 265 осіб (2011).

## Демографія
Демографічна структура станом на 31 березня 2011 року:
|          | Загалом | Допрацездатний вік | Працездатний вік | Постпрацездатний вік |
| -------- | ------- | ------------------ | ---------------- | -------------------- |
| Чоловіки | 134     | 32                 | 90               | 12                   |
| Жінки    | 131     | 35                 | 71               | 25                   |
| Разом    | 265     | 67                 | 161              | 37                   |